# Императив Таноса
«Императив Таноса» (англ. The Thanos Imperative) — ограниченная серия комиксов, состоящая из шести выпусков, которая выходила в 2010 году под издательством Marvel Comics. Была написана Дэном Абнеттом и Энди Лэннингом. История фокусируется на космических героях вселенной Marvel, которые объединяются для борьбы с надвигающейся угрозой разлома в пространстве и времени.

### Выпуски
| № | Дата выхода     | Отзывы     | Отзывы               | Отзывы                      | Предполагаемый объём продаж (первый месяц) |
| № | Дата выхода     | Рецензенты | Рецензенты           | Агрегаторы                  | Предполагаемый объём продаж (первый месяц) |
| № | Дата выхода     | IGN        | Comic Book Resources | Comic Book Roundup          | Предполагаемый объём продаж (первый месяц) |
| - | --------------- | ---------- | -------------------- | --------------------------- | ------------------------------------------ |
| 1 | 3 июня 2010     | 8,7/10     | —                    | 8/10 на основе 10 рецензий  | 34 285, позиция в Северной Америке — 56    |
| 2 | 14 июля 2010    | 9/10       | —                    | 8,2/10 на основе 6 рецензий | 31 888, позиция в Северной Америке — 58    |
| 3 | 11 августа 2010 | 8,5/10     | —                    | 7,9/10 на основе 7 рецензий | 30 493, позиция в Северной Америке — 58    |
| 4 | 9 сентября 2010 | 8,5/10     | —                    | 8,8/10 на основе 6 рецензий | 29 704, позиция в Северной Америке — 62    |
| 5 | 13 октября 2010 | 9,5/10     | —                    | 8,6/10 на основе 7 рецензий | 29 614, позиция в Северной Америке — 68    |
| 6 | 10 ноября 2010  | 8,5/10     | —                    | 8,5/10 на основе 6 рецензий | 29 188, позиция в Северной Америке — 59    |

### Сборники
| Название              | Тип              | Дата выхода      | Собранный материал                                                                                                 | Кол-во страниц | ISBN                           | Предполагаемый объём продаж (первый месяц) |
| --------------------- | ---------------- | ---------------- | --- | -------------- | ------------------------------ | ------------------------------------------ |
| The Thanos Imperative | Твёрдый переплёт | 16 марта 2011    | The Thanos Imperative #1-6, The Thanos Imperative: Ignition, The Thanos Imperative: Devastation, Thanos Sourcebook | 248            | 978-07851-5-1838 0-7851-5183-4 | 2 475, позиция в Северной Америке — 10     |
| The Thanos Imperative | Мягкая обложка   | 14 сентября 2011 | The Thanos Imperative #1-6, The Thanos Imperative: Ignition, The Thanos Imperative: Devastation, Thanos Sourcebook | 200            | 978-07851-4-9026 0-7851-4902-3 | 2 557, позиция в Северной Америке — 18     |

## Отзывы
На сайте Comic Book Roundup серия имеет оценку 8,3 из 10 на основе 42 отзывов. Тайлер Паркер из IGN, обозревая первый выпуск, отметил лишь небольшие проблемы художника и в целом положительно отнёсся к дебюту. Чад Неветт из Comic Book Resources, рецензируя первый выпуск, также отмечал недостатки в работе Сепульведа и был более критичен, чем Паркер из IGN. Неветт подытожил, что «сценарий Абнетта и Лэннинга смелый и уверенный, но ему мешают беспорядочные, загромождённые рисунки», и посчитал, что дебют был бы сильнее с более лучшим художником.